# Lacembok (okres Havlíčkův Brod)
Lacembok (též Zíkev) je zaniklý hrad nad údolím Vrbeckého potoka severovýchodně od Souboře u Ledče nad Sázavou v okrese Havlíčkův Brod v Kraji Vysočina. Založen byl jako centrum malého šlechtického panství v polovině čtrnáctého století. Vystřídala se na něm řada majitelů z řad drobné šlechty a na začátku husitských válek byl dobyt a pobořen. Od poloviny patnáctého století patřil lacembocký statek k Ledči nad Sázavou.

## Historie
Hrad založil okolo poloviny čtrnáctého století nejspíše Jaroš z Lacemboku, připomínaný v letech 1350–1374. Od něj hrad koupil blíže neznámý Hašek, který od roku 1384 začal používat přídomek z Lacemboku. Snad někdy v té době byla v blízkosti hradu založena vesnice Soběboř. Hašek z Lacemboku byl ručitelem při prodeji jakéhosi platu v Bohdanči. Dohoda nebyla dodržena, a proto kupující Předbor z Holišína roku 1393 získal Haškův majetek: čtyři selské dvory v Soběboři, poplužní dvůr, tvrz Lacembok a sedm lánů lesa.
Předborovým nástupcem se stal jeho syn Prokop z Lacemboku s manželkou Eliškou. Když zemřel, byl jeho majetek v Čáslavi prohlášen za odúmrť. Král Václav IV. potom statek věnoval Václavu Martinovi Kladnému jako vyšehradské manství. V roce 1415 k Lacemboku patřil poplužní dvůr v Soběboři se dvěma poplužími a pustými poli, lukami, lesy a potoky v odhadní ceně 140 kop grošů. To vše Václav Martin Kladný postoupil Petrovi z Kutrovic. Ten potom začal používat přídomek z Lacemboku. Roku 1417 své manželce Alžbětě zapsal na Lacemboku věno ve výši sto kop českých grošů.

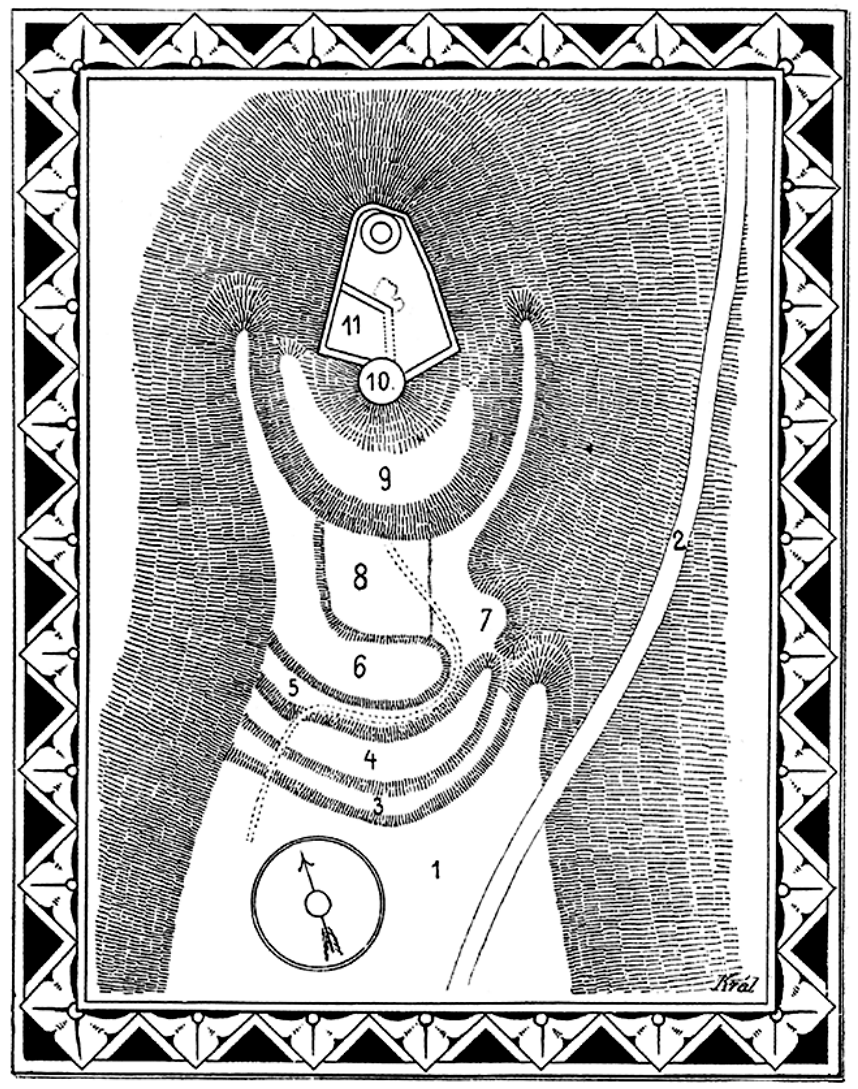
Půdorys hradu od Vojtěcha Krále z Dobré Vody publikovaný roku 1900

Během husitských válek, nejspíše v roce 1420, byl Lacembok dobyt, pobořen a zanikla i Soběboř. Teprve v roce 1457 byla provolána odúmrť po Petrovi a Alžbětě z Lacemboku, v níž byly hrad i vesnice označeny jako pusté. Majetek tehdy získali uředníci zemských desek: místosudí Jan z Nasetic, písař Martin z Božkova a místopísař Václav z Baštin. Nedokázali se však vyrovnat s nároky, které na statek vznesl Jan Hadburk ze Sobučic, jenž se tak roku 1458 stal novým majitelem statku. Ten nově získaný majetek prodal za 108 kop českých grošů Jindřichovi z Říčan a Ledče, který jej připojil k ledečskému panství. Poslední zmínky o pustém Lacemboku se nacházejí v zápisech v zemských deskách, které v letech 1544 a 1550 nechala učinit Markéta Ledecká z Říčan.

## Popis
Lacembok měl dvoudílnou dispozici a patřil k hradům bergfritového typu. Jeho pozůstatky se nachází na ostrožně nad Vrbeckým potokem, jejíž přístupová strana je opevněna valem a příkopem. Za nimi se nacházelo předhradí a druhý příkop oddělující hradní jádro. V čele jádra nejspíše stával okrouhlý bergfrit a za ním nevelký palác. Na povrchu se projevují jen jejich terénní relikty, ale je pravděpodobné, že se jedná o tzv. zavřený hrad, tj. zdivo je překryto destrukcí hradních staveb.